# Cortiñán
Cortiñán (llamada oficialmente Santa María de Cortiñán) es una parroquia española del municipio de Bergondo, en la provincia de La Coruña, Galicia.

## Entidades de población
Entidades de población que forman parte de la parroquia:
- Aldea (A Aldea)
- Fonte Franza
- Fraga (A Fraga)
- Pedreira (A Pedreira)
- Casal (O Casal)
- Outeiro (O Outeiro)
- O Concheiro
- Campos (Os Campós)
- Curros (Os Curros)

## Despoblado
Despoblado que forma parte de la parroquia:
- Bosque (O Bosque)

## Demografía
| Gráfica de evolución demográfica de Cortiñán entre 2000 y 2018 |
|                                                                |
| Datos según el nomenclátor publicado por el INE.               |